# Australolacerta rupicola
Australolacerta rupicola är en ödleart som beskrevs av Vivian William Maynard Fitzsimons 1933. Den ingår i släktet Australolacerta och familjen lacertider. Inga underarter finns listade. Arten finns endast i Sydafrika.

## Beskrivning
Australolacerta rupicola är en liten ödla som normalt är omkring 5 cm lång, svansen ej inräknad, med en största längd av 7 cm. Vanligen är hjässa och rygg mörkbruna, ryggen dessutom med två smala, rödbruna strimmor längs ryggraden, och en vit strimma på vardera sidan från ögat till svansroten. En form med olivgrön hjässa och rygg samt gula prickar på ryggen, vita sådana på sidorna och åtskilda av en rad med orangefärgade prickar finns också.

## Utbredning
Arten är endemisk för Sydafrika, där den endast förekommer i provinsen Limpopo.

## Ekologi
Arten förekommer på klipputsprång, rasbranter och berggrund i savanner och skogsbryn på höjder mellan 800 och 1 600 m. Den är dagaktiv och födosöker i lövförna. Natten tillbringar den i klippskrevor.